# Wierschlesche

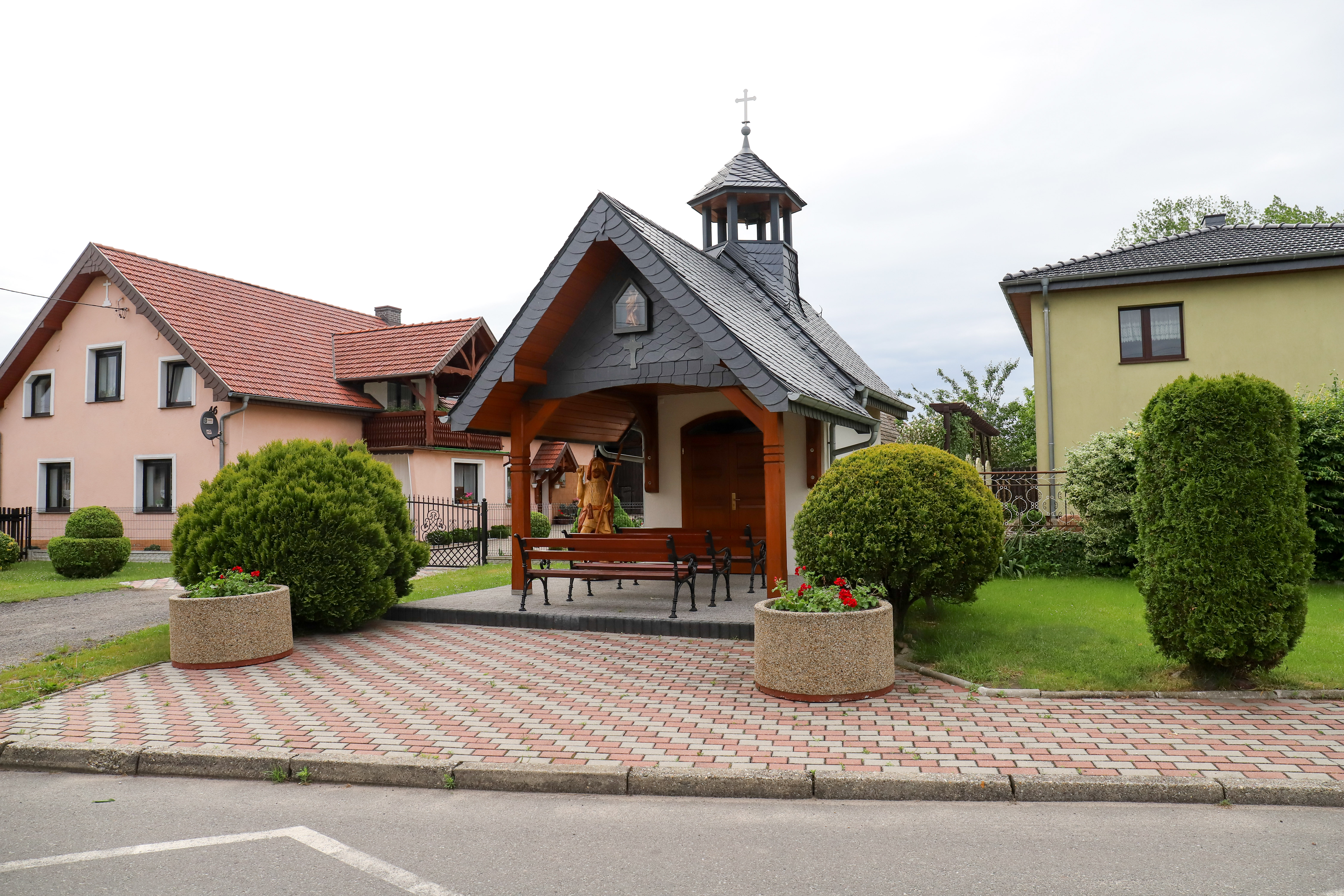
Kapelle

Wierschlesche, polnisch Wierchlesie ist ein Ort in Oberschlesien in der Gemeinde Himmelwitz (Jemielnica) im Powiat Strzelecki in der Woiwodschaft Opole (Oppeln).

## Geografie
Das Dorf liegt nordöstlich des Gemeindesitzes Himmelwitz (Jemielnica).

## Geschichte
Der Ort wurde 1282 erstmals urkundlich erwähnt. Am 17. April 1361 wurde der Ort als Wierchles erwähnt.
Bei der Volksabstimmung am 20. März 1921 stimmten 53 Wahlberechtigte für einen Verbleib bei Deutschland und 164 für Polen. Gleichwohl verblieb Wierchlesch beim Deutschen Reich. 1933 lebten in Wierchlesch 382 Einwohner.
Im Zuge der nationalsozialistischen Ortsumbenennungen wurde das slawisch klingende Wierchlesch am 8. Mai 1934 in Hohenwalde O.S. umbenannt. Hohenwalde ist dabei eine sinngemäße Übersetzung des bisherigen Ortsnamens. 1939 lebten in Hohenwalde 395 Einwohner.
1945 kam der bisher deutsche Ort unter polnische Verwaltung und wurde in Wierchlesie umbenannt. 1950 wurde Wierchlesch der Woiwodschaft Oppeln und 1999 dem wiedergegründeten Powiat Strzelecki zugeteilt. Mit Abschluss des Zwei-plus-Vier-Vertrages endete die völkerrechtliche Verwaltung des Ortes und er wurde Teil Polens. Im November 2008 erhielt der Ort zusätzlich den amtlichen deutschen Ortsnamen Wierschlesche.

## Wappen

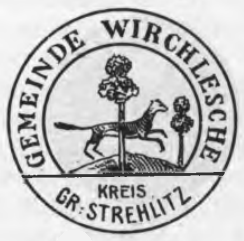
Altes Siegel der Gemeinde

Alte Siegel und Stempel des Ortes zeigen ein Bäumchen, vor dem ein Fuchs über einem Erdhaufen nach links springt, sowie links ein kleines Bäumchen.

## Fußnote
1. ↑  Vgl. territorial.de